# Heringia simplicipes
Heringia simplicipes är en tvåvingeart som först beskrevs av Stackelberg 1952.  Heringia simplicipes ingår i släktet gallblomflugor, och familjen blomflugor. Inga underarter finns listade i Catalogue of Life.